# Rio Ouro
Le rio Ouro est un cours d’eau brésilien de l’État du Rio Grande do Sul. 
C'est un affluent de la rive droite du rio Caí.